# Lavenham
Lavenham ist eine Marktgemeinde mit 1922 Einwohnern in Suffolk, Teil von East Anglia, der englischen Halbinsel zwischen der Themsemündung im Süden und The Wash im Norden. 
Bekannt ist der Ort für seine Fachwerkarchitektur und für seine um 1530 vollendete prächtige spätgotische Pfarrkirche. Diese entstand ebenso wie das Gildehaus der Wollhändler in der Tudor-Zeit, als der Ort wie die ganze Region durch Wollhandel zu großem Wohlstand kam. Da sie mit Einnahmen aus diesem Handel finanziert wurde, wird die Kirche auch zu den Wool Churches gezählt.

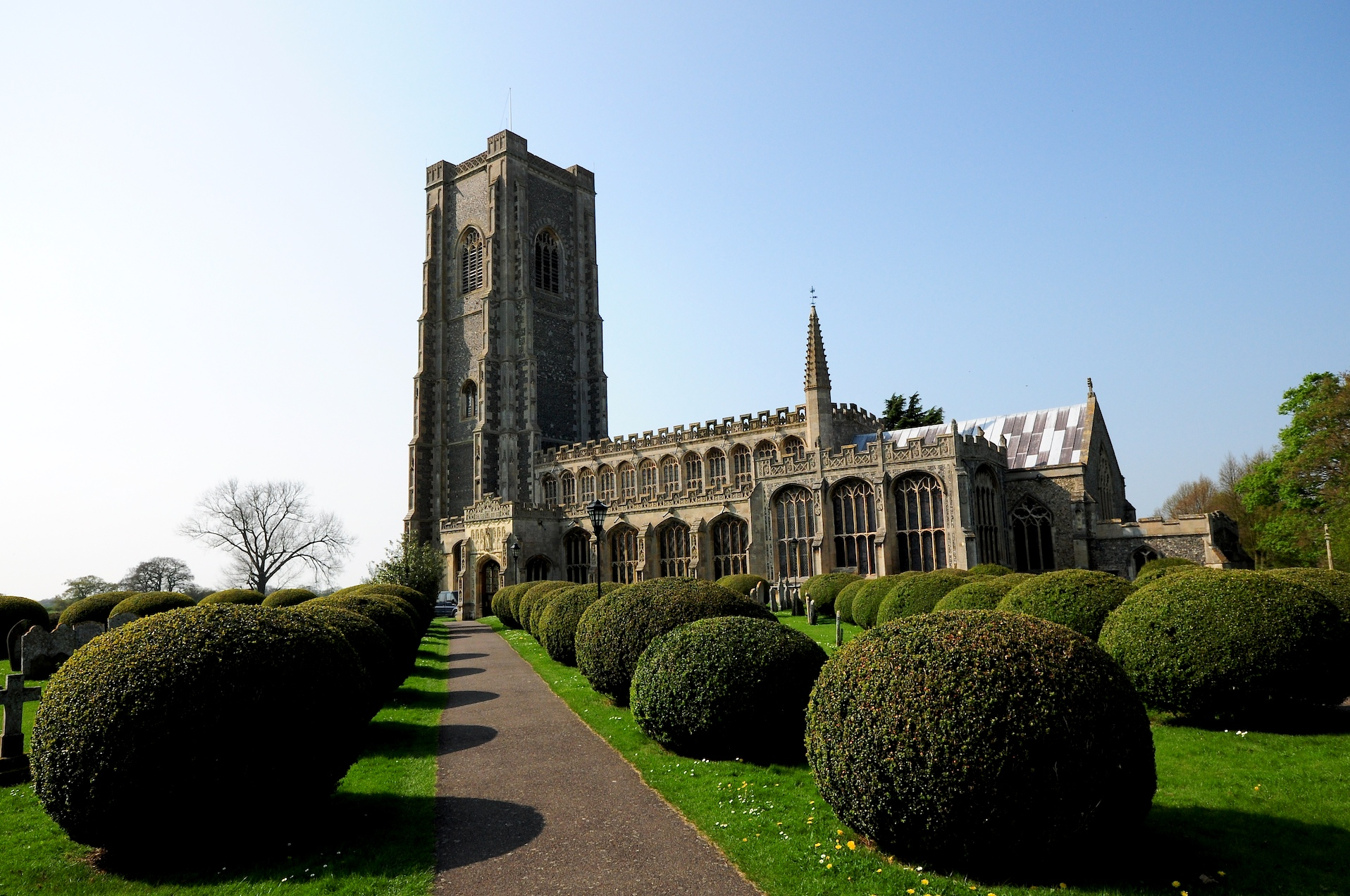
„Wollkirche“ St. Peter und Paul, in Lavenham
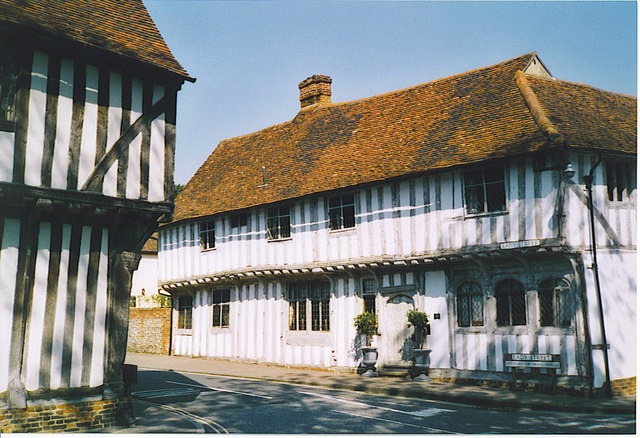
Fachwerkhäuser aus der Tudorzeit